# Michael Ryba
Michael Ryba (* 23. September 1947 in Eutin, Schleswig-Holstein; † 5. Februar 2014 in Buchenbach, Baden-Württemberg) war ein deutscher Grafiker, Illustrator, Autor, bildender Künstler und Kunstdozent.

## Leben
Ryba studierte an der Muthesius Kunsthochschule in Kiel, an der Folkwang Universität der Künste in Essen und der Akademie der bildenden Künste in Düsseldorf Grafik und Malerei. Zu seinen Lehrern zählte unter anderem Joseph Beuys.
Von 1981 bis 1998 war Ryba für die Künstlerische Betreuung der Academia Musicae Pro Mundo Uno (A.M.O.R.) in Rom verantwortlich. Seine zahlreichen Bücher, Cartoons und Puzzles wurden weit über Europa hinaus bekannt und unter anderem ins Japanische und Englische übersetzt. Im Lauf der Zeit lehrte Ryba an verschiedenen Universitäten als Gastdozent, seit 2007 wirkte er an der Akademie für Kommunikation in Freiburg.
Seine Arbeit zeichnet eine seltene Vielseitigkeit aus, so umfasst sie Werke verschiedenster Stilrichtungen wie realistischer Darstellungen, abstrakter Kunst, Cartoons und Architektur. Ryba zählt zu den Begründern und führenden Vertretern der Cartoonkunst.
Der Künstler war zeit seines Lebens auch gesellschaftskritisch und politisch engagiert und setzte sich für Umweltprojekte ein. Dieses Engagement bildete einen großen Aspekt seines künstlerischen Wirkens.

## Persönliches
Ryba war verheiratet und Vater dreier Töchter. Mit seiner Familie lebte er in Lenzkirch im Schwarzwald.
Im Februar 2014 verstarb Michael Ryba im Alter von 66 Jahren an den Folgen eines Autounfalls in Buchenbach.

## Ausstellungen (Auswahl)
- Wilhelm-Busch-Museum, Hannover
- Deutsche Nationalbibliothek, Frankfurt am Main
- Augustinermuseum, Freiburg i. Br.
- Goethe-Institut, Paris
- Goethe-Institut, Rio de Janeiro

## Veröffentlichungen (Auswahl)
- Das Schwein in der Kunst. Die wahre Geschichte der Kunst von der Steinzeit bis Beuys. Zinnober Verlag, Hamburg 1989, ISBN 3-89315-026-9.
- Der Mann – die Krone der Schöpfung. Droemer Knaur, München 1990, ISBN 3-426-02757-7.
- Schindel-Schwinger (Comic-Reihe zwischen 1975 und 1977)